# Platygobiopsis
Platygobiopsis  é um género de peixe da família Gobiidae e da ordem Perciformes.

## Espécies
- Platygobiopsis akihito (Springer & Randall, 1992)[3]
- Platygobiopsis dispar (Prokofiev, 2008)[4]
- Platygobiopsis tansei (Okiyama, 2008)[5][6][7][8][9][10][11]